# A doua medalie a lui Sigismondo Pandolfo Malatesta

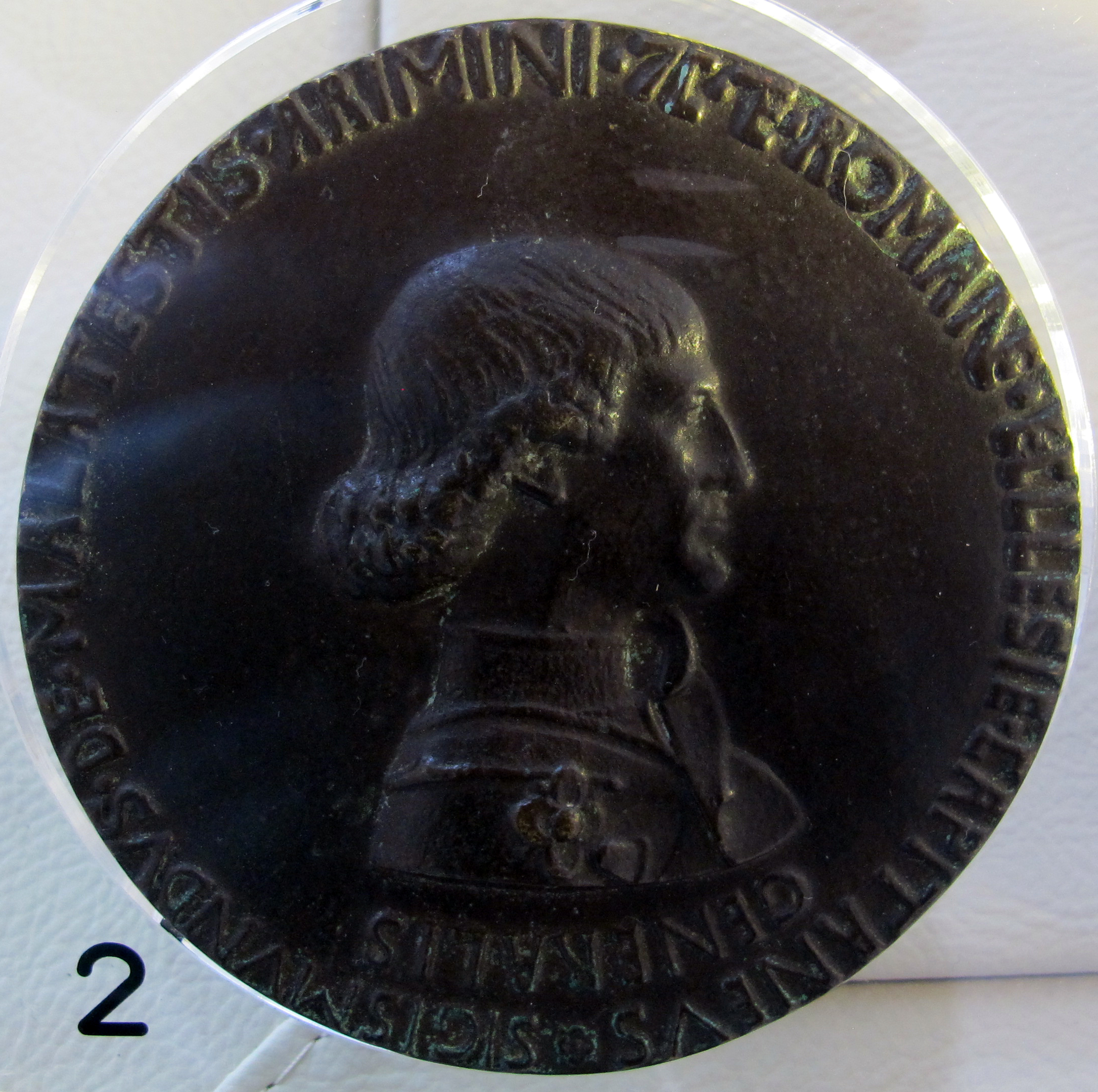
A doua medalie a lui Sigismondo Pandolfo Malatesta, avers (Vd. Descriere)

A doua medalie a lui Sigismondo Pandolfo Malatesta a fost realizată din bronz de artistul italian Pisanello în anul 1445 și are diametrul de 10 cm.

## Istorie
După ce a creat celebra medalie a lui Ioan al VIII-lea Paleologul (1438), restabilind tradiția așezării unor efigii ale unor persoane în viață, ca și pe monedele romane, Pisanello a fost foarte solicitat de către curțile italiene, creând vreo douăzeci de medalii.
La Rimini Pisanello a fost în 1445, unde a executat cel puțin trei medalii. După plecarea sa la Mantova, Sigismondo Pandolfo Malatesta a angajat un alt medalist, Matteo de' Pasti.

## Descriere

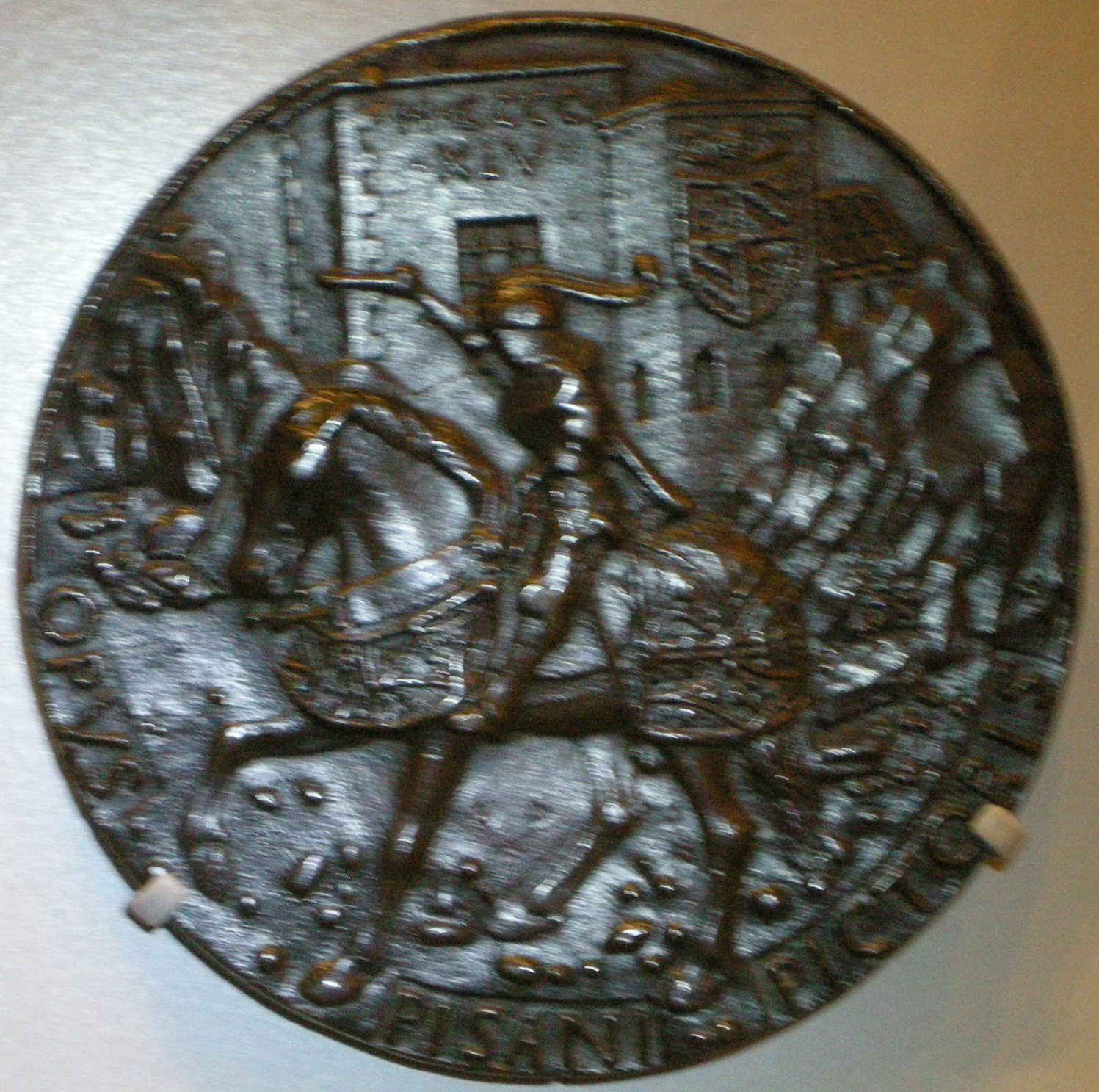
A doua medalie a lui Sigismondo Pandolfo Malatesta, revers (Vd. Descriere)

Lucrarea a fost creată cu intenția clară de celebrare, în mod cinstit fără retorică gratuită, fiind capabilă să sublinieze autoritatea persoanei reprezentate, cu o utilizare restrânsă a elementelor decorative.
Pe avers, este gravată efigia din profil, spre dreapta, a lui Sigismondo Pandolfo Malatesta, în armură cu o rozetă pe umăr și cu specifica pieptănătură căzând peste gât, așa cum se vede și în 
Portretul lui Sigismondo Pandolfo Malatesta executat de Piero della Francesca. De-a lungul marginii medaliei, în sens orar, se poate citi, în limba latină inscripția SIGISMVNDVS DE MALATESTIS ARIMINI 7C ET ROMANE ECCLESIE CAPITANVS, iar apoi sub bust, GENERALIS (în română Sigismondo Malatesta, duce de Rimini, căpitan general al Bisericii Romane).
Pe reversul medaliei, Sigismondo este gravat călare, la pas, spre stânga, în armură completă, dând ordine cu bastonul de comandă ridicat. Pe fundal, între două vârfuri stâncoase, se vede un castel cu stema și monograma „SI” ale lui Sigismondo, sub care se află și anul MCCCCXLV. În jumătatea inferioară, de-a lungul marginii, se citește semnătura artistului: OPVS PISANI PICTORIS („operă a pictorului  Pisan[ell]o”).

## Galerie de imagini

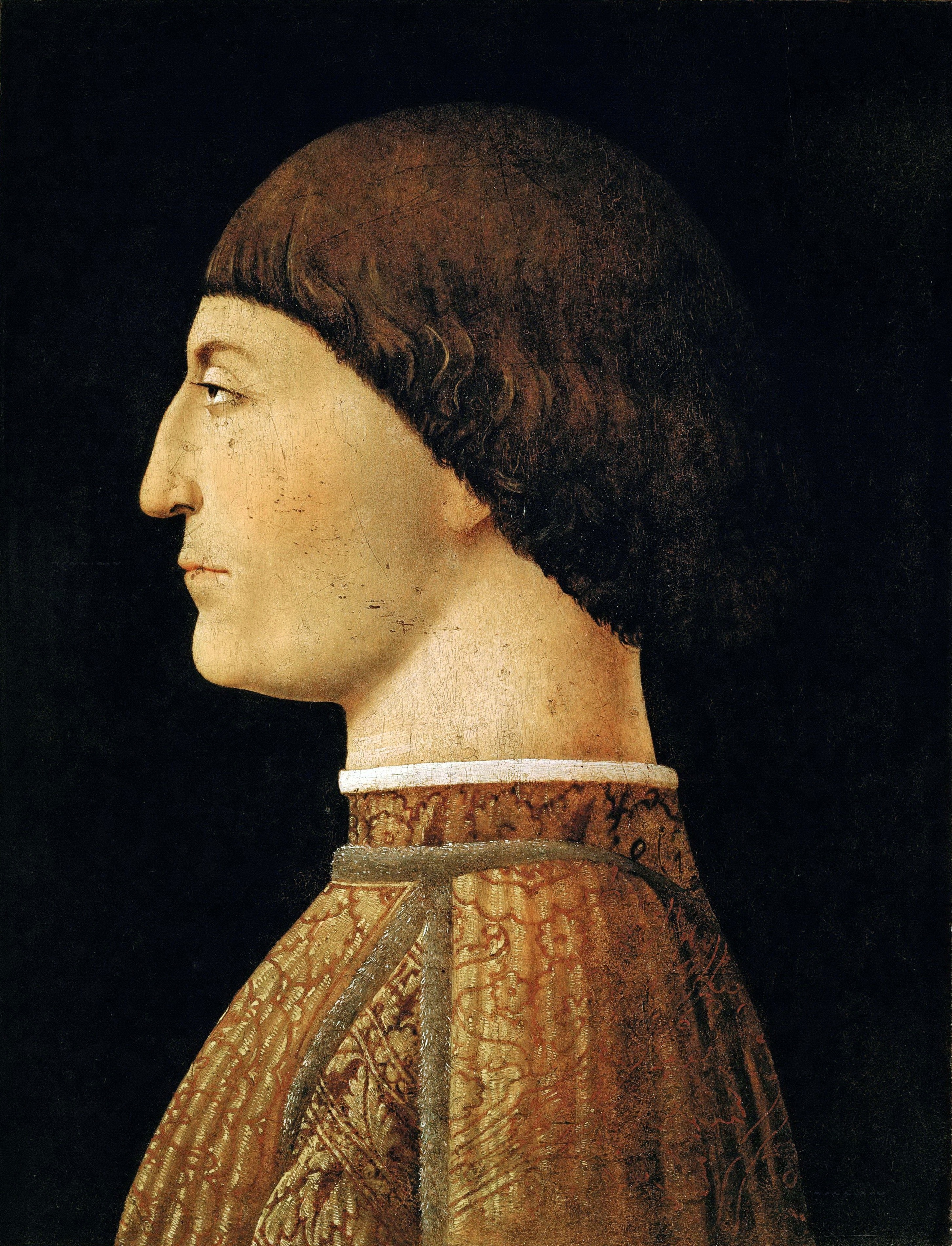
Portretul lui Sigismondo Pandolfo Malatesta, de Piero della Francesca